# Parque nacional Inagua
El parque nacional Inagua (del inglés: Inagua National Park) es un parque nacional en la isla de Gran Inagua en las Bahamas. Fue establecido en el año 1965 y tiene una superficie de 744 km².
Desde fecha tan lejana como 1904 hubo una creciente preocupación acerca de las poblaciones de flamencos de las Indias Occidentales, durante la década de 1960 hubo el suficiente acuerdo hacia la idea de que la Bahamas National Trust formara el parque nacional de Inagua. El parque nacional de Inagua es el lugar donde se encuentra la colonia más grande del mundo de cría del flamenco de las Indias Occidentales. Hace cuarenta años esta especie de flamenco hizo una reaparición en el borde de la extinción con una colonia de más de 50.000 aves.